# Брітлінген
Брітлінген (нім. Brietlingen) — громада в Німеччині, розташована в землі Нижня Саксонія. Входить до складу району Люнебург. Складова частина об'єднання громад Шарнебек.
Площа — 19,73 км2. Населення становить 3554 ос. (станом на 31 грудня 2021).